# Genossenschaftsverband Norddeutschland
Der Genossenschaftsverband Norddeutschland e. V. (GVN) war bis zum Zusammenschluss mit dem Genossenschaftsverband Frankfurt zum Genossenschaftsverband e.V. (heute Genoverband e.V.) im Jahr 2008 Interessenvertretung, Bildungsträger, Prüfungs- und Beratungsverband für rund 1200 Mitgliedsgenossenschaften. Der Hauptsitz war Hannover. Sein Einzugsbereich erstreckte sich über acht norddeutsche Bundesländer (Berlin, Brandenburg, Bremen, Hamburg, Mecklenburg-Vorpommern, Niedersachsen, Sachsen-Anhalt, Schleswig-Holstein). Der GVN war ein Regionalverband unter dem Dach des Deutschen Genossenschafts- und Raiffeisenverbandes. 
2002 entstand der GVN aus dem Zusammenschluss des Norddeutschen Genossenschaftsverbandes e. V. und des Genossenschaftsverbandes Berlin-Hannover e. V.